# Алма-Атинский домостроительный комбинат
Домостроительный комбинат, Алма-Атинский ордена Трудового Красного Знамени, имени 60-летия, Великой Октябрьской Социалистической революции, АДК (ул. Сатпаева, 90). Одна из крупнейших строительных организаций республики. Создана была в 1956 году, подчинялась Главалмаатастрою. Имело 10 хозрасчётных строительных ремонтных управлений (в том числе 2 управления строительно—монтажного конвейера), завод по выпуску железобетонных изделий мощностью 240 тыс. м³ сборного железобетона в год, завод по переработке нерудных материалов, автобазу и др.
Ежегодно АДК увеличивал темпы строительства: в 1961 году в эксплуатацию введено 58278 м² жилья, в 1981 — 389760, то есть в 6,6 раза больше. В 1981 году сдано в эксплуатацию школ на 1176 мест и детских дошкольных учреждений на 3360. 76,8 % жилья возведённого в столице в 10-й пятилетке, приходится на строителей АДК. Активное участие приняли они в застройке Ташкента, Чарджоу, Талды-Кургана, Гурьева, Туркестанa, Целинограда, Джамбулa, Каратау, Джанатаса, Капчагая, а в 1965 году в строительстве домостроительного комбината в городе Сантьяго-де-Куба.
За высокие показатели в Социалистическом соревнований АДК занесён в книгу Ленинской трудовой славы Минтяжстроя Казахской ССР (1972 году).
В 1975 году коллектив награждён Памятным Красным знаменем ЦК КПСС, Сов. Мин. СССР, ВЦСПС и ЦК ВЛКСМ, а в 1976 году — орденом Трудового Красного Знамени.
С распадом Советского Союза для продукции комбината ориентированного на производство железо-бетонных конструкций для типовых проектов домов не нашлось рынков сбыта.
В 1990-х годах комбинат был остановлен, 10000 человек осталось без работы и АДК был продан в частные руки.
С прекращением государственного контроля и управления производственные площади и корпуса были проданы.
Сегодня крупнейшее градообразующее предприятие не работает, оборудование продано.
В 2011 году на месте крупнейшего комбината открыт торгово-развлекательный комплекс ADK.
В 2015 году на месте оставшихся бывших производственных территорий комбината начато строительство жилого комплекса.

## АДК в разные годы

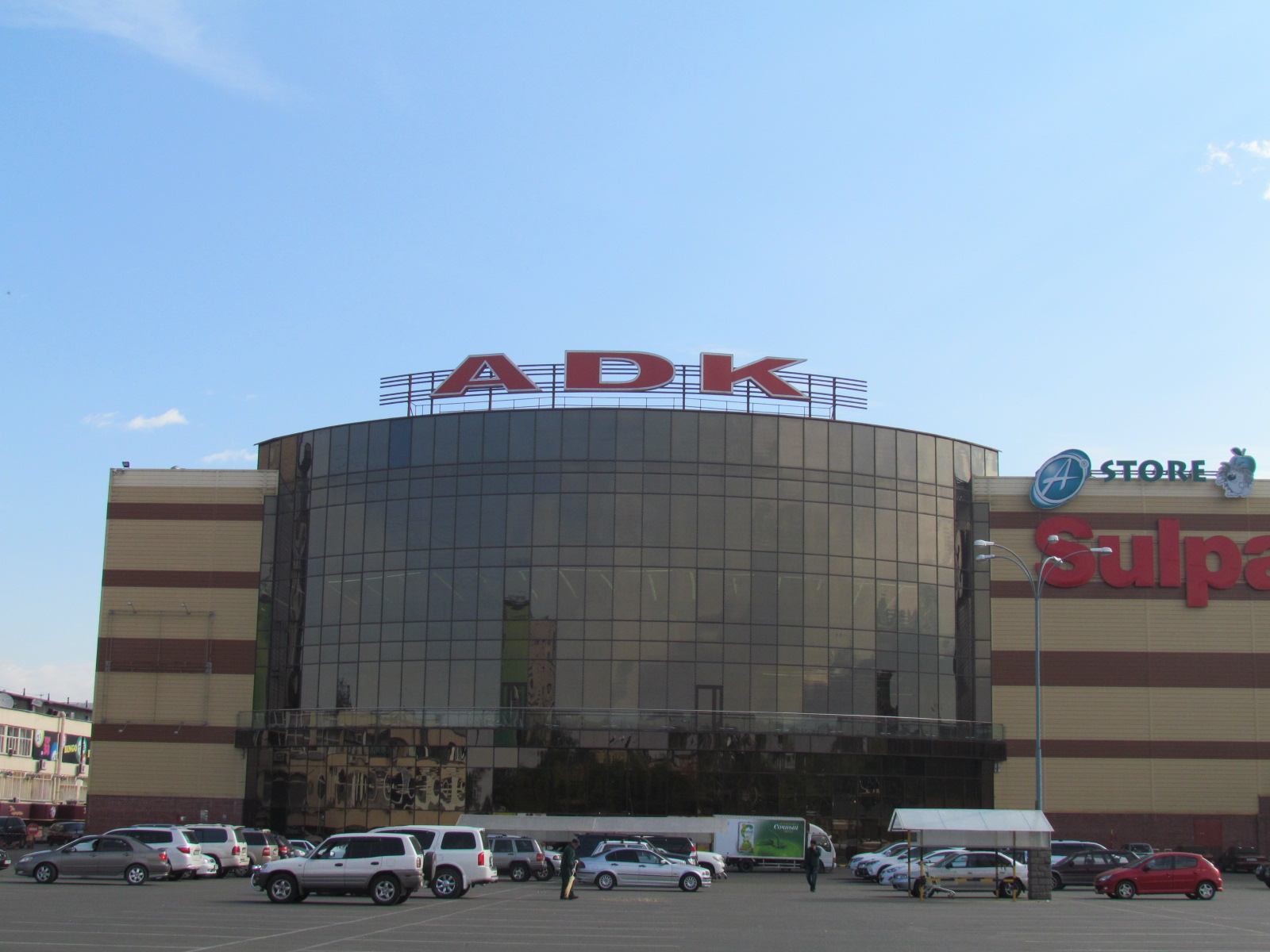
Один из бывших производственных корпусов Алма-Атинского домостроительного комбината, ныне там расположен торговый центр., 2014 год